# Pachydactylus fasciatus
Pachydactylus fasciatus är en ödleart som beskrevs av  George Albert Boulenger 1888. Pachydactylus fasciatus ingår i släktet Pachydactylus och familjen geckoödlor. IUCN kategoriserar arten globalt som livskraftig. Inga underarter finns listade i Catalogue of Life.